# Bretignolles-sur-Mer
Bretignolles-sur-Mer je francouzská přímořská obec v departementu Vendée v Pays de la Loire.